# Centris dentata
Centris dentata är en biart som beskrevs av Smith 1854. Centris dentata ingår i släktet Centris och familjen långtungebin. Inga underarter finns listade.